# Honoré Wagner
Honoré Wagner (ur. 1 czerwca 1921, zm. 23 maja 1965 w Nürburgu) – luksemburski kierowca wyścigowy i licencjonowany pilot. Zginął w wypadku podczas wyścigu 1000 km Nürburgringu w 1965 roku, prowadząc Alfę Romeo Giulia TZ.

## Wyniki
| Legenda oznaczeń w tabelach wyników Wyświetl szablon na nowej stronie | Legenda oznaczeń w tabelach wyników Wyświetl szablon na nowej stronie                                                                     |
| Oznaczenie                                                            | Wyjaśnienie |
| --------------------------------------------------------------------- | --- |
| Złoty                                                                 | Zwycięzca lub mistrzostwo |
| Srebrny                                                               | 2. miejsce lub wicemistrzostwo |
| Brązowy                                                               | 3. miejsce lub II wicemistrzostwo |
| Zielony                                                               | Ukończył, punktował (w klasyfikacji generalnej, gdy zdobył co najmniej jeden punkt na przestrzeni sezonu, poza trzema powyższymi opcjami) |
| Niebieski                                                             | Ukończył, nie punktował (w klasyfikacji generalnej, gdy nie zdobył co najmniej jednego punktu na przestrzeni sezonu)                      |
| Czerwony                                                              | Nie zakwalifikował się (NZ) |
| Czerwony                                                              | Nie prekwalifikował się (NPK) |
| Różowy                                                                | Nie ukończył (NU) |
| Różowy                                                                | Niesklasyfikowany (NS) (w klasyfikacji generalnej, gdy nie został sklasyfikowany w żadnym wyścigu sezonu)                                 |
| Czarny                                                                | Zdyskwalifikowany (DK) |
| Czarny                                                                | Wykluczony (WYK/EX) |
| Biały                                                                 | Nie wystartował (NW) |
| Biały                                                                 | Kontuzjowany (K/INJ) |
| Biały                                                                 | Wyścig odwołany (OD/C) |
| Bez koloru                                                            | Został wycofany (WYC/WD) |
| Bez koloru                                                            | Nie przybył (NP/DNA) |
| Bez koloru                                                            | Nie brał udziału w treningach (NT/DNP) |
| Bez koloru                                                            | Nie został zgłoszony (–) |
| Pogrubienie                                                           | Start z pole position |
| Kursywa                                                               | Najszybsze okrążenie wyścigu |
| †                                                                     | Nie ukończył, ale jego rezultat został zaliczony ze względu na przejechanie więcej niż 90% dystansu wyścigu.                              |
| *                                                                     | Sezon w trakcie |
| 1/2/3                                                                 | Punktowana pozycja w sprincie kwalifikacyjnym                                                                                             |
| Lista systemów punktacji Formuły 1                                    | |

| Rok  | Wyścig                  | Seria                   | Samochód             | Wynik | Źródło      |
| ---- | ----------------------- | ----------------------- | -------------------- | ----- | ----------- |
| 1948 | 12h Paryża              | wyścigi długodystansowe | BMW                  | 6     | [ 2 ]       |
| 1949 | Grand Prix Luksemburga  | Formuła 2               | BMW 328              | 3     | [ 3 ]       |
| 1949 | Grand Prix Frontières   | Formuła 2               | BMW 328              | 2     | [ 4 ]       |
| 1949 | 24h Spa                 | wyścigi długodystansowe | BMW 328              | 7     | [ 2 ]       |
| 1949 | Findel                  | samochody sportowe      | BMW 328              | 3     | [ 2 ]       |
| 1950 | Grand Prix Luksemburga  | samochody sportowe      | Veritas RS           | NU    | [ 2 ]       |
| 1950 | Grand Prix Frontières   | Formuła 2               | Veritas RS           | 2     | [ 5 ]       |
| 1950 | 12h Paryża              | wyścigi długodystansowe | BMW                  | NW    | [ 2 ]       |
| 1951 | Circuit des Remparts    | Formuła 2               | BMW 328              | NZ    | [ 6 ]       |
| 1952 | Grand Prix Frontières   | Formuła 2               | Veritas RS           | NU    | [ 7 ]       |
| 1952 | Eifelrennen             | Formuła 2               | Wagner Spezial       | 5     | [ 2 ] [ 8 ] |
| 1952 | Grand Prix Reims        | Formuła 2               | BMW 328              | 5     | [ 2 ]       |
| 1952 | Grand Prix Nürburgringu | Formuła 2               | Wagner Spezial       | NU    | [ 2 ]       |
| 1953 | 24h Spa                 | wyścigi długodystansowe | Ferrari 212 Export   | NU    | [ 2 ]       |
| 1960 | 500 km Nürburgringu     | wyścigi długodystansowe | Fiat-Abarth 850      | 10    | [ 2 ]       |
| 1963 | ETCC Zolder             | ETCC                    | Fiat-Abarth 850 TC   | 5     | [ 2 ]       |
| 1965 | 1000 km Nürburgringu    | wyścigi długodystansowe | Alfa Romeo Giulia TZ | NU    | [ 2 ]       |